# Campeonato Mundial de Patinaje Artístico sobre Hielo de 1965
El LV Campeonato Mundial de Patinaje Artístico se realizó en Colorado Springs (Estados Unidos) entre el 2 y el 7 de marzo de 1965 bajo la organización de la Unión Internacional de Patinaje sobre Hielo (ISU) y la Asociación Estadounidense de Patinaje Artístico sobre Hielo. 

## Resultados

### Masculino
| Puesto | Nombre        | País           | Puntos |
| ------ | ------------- | -------------- | ------ |
| Oro    | Alain Calmat  | Francia        | 9      |
| Plata  | Scott Allen   | Estados Unidos | 27     |
| Bronce | Donald Knight | Estados Unidos | 29     |

### Femenino
| Puesto | Nombre         | País           | Puntos |
| ------ | -------------- | -------------- | ------ |
| Oro    | Petra Burka    | Canadá         | 9      |
| Plata  | Regine Heitzer | Austria        | 23     |
| Bronce | Peggy Fleming  | Estados Unidos | 28     |

### Parejas
| Puesto | Nombre                              | País            | Puntos |
| ------ | ----------------------------------- | --------------- | ------ |
| Oro    | Liudmila Belusova / Oleg Protopopov | Unión Soviética | 9      |
| Plata  | Vivian Joseph / Ronald Joseph       | Estados Unidos  | 19     |
| Bronce | Tatiana Zhuk / Alexandr Gorelik     | Unión Soviética | 32     |

### Danza en hielo
| Puesto | Nombre                               | País            | Puntos |
| ------ | ------------------------------------ | --------------- | ------ |
| Oro    | Eva Romanová / Pavel Roman           | República Checa | 8      |
| Plata  | Janet Sawbridge / David Hickinbottom | Reino Unido     | 18     |
| Bronce | Loma Dyer / John Carrell             | Estados Unidos  | 26     |

## Medallero
| Núm. | País            | Oro | Plata | Bronce | Total |
| ---- | --------------- | --- | ----- | ------ | ----- |
| 1    | Unión Soviética | 1   | 0     | 1      | 2     |
| 2    | Canadá          | 1   | 0     | 0      | 1     |
| 2    | Francia         | 1   | 0     | 0      | 1     |
| 2    | Checoslovaquia  | 1   | 0     | 0      | 1     |
| 5    | Estados Unidos  | 0   | 2     | 3      | 5     |
| 6    | Austria         | 0   | 1     | 0      | 1     |
| 6    | Reino Unido     | 0   | 1     | 0      | 1     |
|      | TOTAL           | 4   | 4     | 4      | 12    |

| Predecesor: Alemania Occidental 1964 | Campeonato Mundial de Patinaje Artístico sobre Hielo 1965 | Sucesor: Suiza 1966 |

- Datos: Q686630